# You're Gonna Get It!
You're Gonna Get It! är Tom Petty andra album, släppt 1978.

## Låtlista
Låtarna skrivna av Tom Petty, där inget annat namn anges.
1. "When the Time Comes" – 2:48
2. "You're Gonna Get It" – 2:59
3. "Hurt" (Tom Petty, Mike Campbell) – 3:19
4. "Magnolia" – 3:02
5. "Too Much Ain't Enough" – 2:58
6. "I Need to Know" – 2:27
7. "Listen to Her Heart" – 3:05
8. "No Second Thoughts" – 2:42
9. "Restless" – 3:24
10. "Baby's a Rock 'n' Roller" (Tom Petty, Mike Campbell) – 2:55